# Binodoxys communis
Binodoxys communis är en stekelart som först beskrevs av Arthur Burton Gahan 1926.  Binodoxys communis ingår i släktet Binodoxys och familjen bracksteklar. Inga underarter finns listade.